# Świdnicka Fabryka Pomp
Świdnicka Fabryka Pomp sp. z o.o. – zakład przemysłowy mieszczący się w Świdnicy przy ul. Inżynierskiej. Obecnie w składzie Grupy Powen-Wafapomp S.A. dzięki uzyskaniu 100% udziałów przez Wafapomp S.A.

## Historia
Historia zakładu sięga 1868 roku, kiedy to powstała mała kuźnia wykonująca drobne usługi dla rolnictwa. Założycielami tego przedsiębiorstwa byli Heinrich Frambs i Adolf Freudenberg. W wyniku inwestycji i wzrostu sprzedaży kuźnia przekształciła się w fabrykę maszyn, z odlewnią żeliwa i kotlarstwem pod nazwą Frambs & Freudenberg. Już w 1920 roku fabryka była największym zakładem przemysłowym Świdnicy.
Po okresie wojennym polska grupa operacyjna zabezpieczyła majątek fabryki. Z rokiem 1945 fabryka przyjęła nazwę Fabryka Maszyn w Świdnicy. Nazwa ta wkrótce uległa zmianie na Fabrykę Aparatów i Maszyn w Świdnicy. Uruchomiono pierwszą na obszarze Dolnego Śląska odlewnię, pierwsze odlewy wykonywane były dla nieistniejących już kopalń węgla kamiennego w Wałbrzychu. W 1946 uruchomiono wydział montażowy. Pierwsze kompletne wyroby dla przemysłu farmaceutycznego, chemicznego i kopalń, m.in. pompy Worthingtona. Uległa też zmianie administracja zakładu oraz nazwa, która odtąd brzmiała „Państwowa Fabryka Maszyn i Aparatów”. Już w 1947 roku otwarto Przyzakładową Zasadniczą Szkołę Zawodową która kształciła kadrę dla szybko rozwijającego się zakładu. Znów zmieniono nazwę fabryki na „Świdnicka Fabryka Maszyn i Urządzeń Chemicznych”. Rok 1948 to okres perturbacji przynależnościowych zakładu który najpierw należał do Dolnośląskich Zakładów Budowy Urządzeń Przemysłowych w Nysie, a następnie po reorganizacji do Centralnego Zarządu Budowy Maszyn Ciężkich, Kotłów i Turbin w Gliwicach. Rok ten to również czas pierwszych wystaw na XVII Międzynarodowych Targach Poznańskich oraz Wystawie Ziem Odzyskanych we Wrocławiu. Triumf święciły wtedy pompy 2H i 4H. W 1949 nastąpiła kolejna zmiana nazwy na Świdnicka Fabryka Urządzeń Przemysłowych.
Zakład usamodzielnił się w 1951 roku występując ze zjednoczeń i zrzeszeń. Lata 1952–1958 to okres rozwoju eksportu urządzeń dla przemysłu cukrowniczego i rafineryjnego. Podpisano m.in. Intratne kontrakty z Iranem na dostawę urządzeń do tamtejszych cukrowni i rafinerii. Od 1960 wprowadzono opatentowany znak towarowy ŚFUP. W 1963 roku opatentowano pierwszy zakładowy wynalazek. W 1964 roku zakład znów utracił samodzielność i został podporządkowany Zjednoczeniu Przemysłu Budowy Urządzeń Chemicznych „Chemak”. Nastąpiła też olbrzymia rozbudowa fabryki. W wyniku rozwoju zakładu w 1965 roku oddano do użytku oczyszczalnię odlewów, kuźnię oraz hartownię. W latach 1965–1975 następuje dalszy wzrost sprzedaży (w tym ze znacznym udziałem eksportu do krajów takich jak Ghana, Bułgaria, Maroko, czy ZSRR), następuje rozbudowa zakładu. W 1978 roku oddano do użytku nowy budynek biurowca oraz hale produkcji pomp. W 1987 roku ŚFUP otrzymał prestiżową nagrodę od VIII International Trophy for Technology. Wprowadzone zostały nowe produkty m.in. urządzenia do sztucznego zaśnieżania stoków narciarskich.
W 1992 fabrykę przekształcono w jednoosobową spółkę Skarbu Państwa. Uhonorowanie pompy 200 OG złotym medalem 64 Międzynarodowych Targów w Poznaniu. Lata 1993–1997 to dalszy wzrost sprzedaży, ale przede wszystkim wprowadzono nowe produkty i urządzenia. Od 1998 roku zakład wydzielony ze struktur ŚFUP działa pod nazwą Świdnicka Fabryka Urządzeń Przemysłowych-Zakład Pomp i Armatury sp. z o.o.
W 1999 roku nawiązano współpracę z Warszawską Fabryką Pomp Wafapomp S.A., a od 2000 roku zakład po raz kolejny już w historii zmienił nazwę na Świdnicka Fabryka Pomp sp. z o.o. Od 2002 roku wraz z WafaPomp S.A. i Fabryką Pomp Powen S.A. z Zabrza tworzy grupę kapitałową.
Dołączając do grupy kapitałowej ŚFP zmieniła nazwę na Grupa Powen-Wafapomp S.A.